# Xavier Dziekoński
Xavier Dziekoński (ur. 6 października 2003 w Grajewie) – polski piłkarz występujący na pozycji bramkarza w polskim klubie Korona Kielce.

## Kariera klubowa

### Jagiellonia Białystok
W 2018 roku dołączył do akademii Jagiellonii Białystok. W czerwcu 2020 roku został zgłoszony do rozgrywek Ekstraklasy. Zadebiutował 15 lipca 2020 w meczu Ekstraklasy przeciwko Śląskowi Wrocław (2:1). Początek sezonu 2020/21 spędził w rezerwach, a w 2021 roku na stałe dołączył do pierwszej drużyny. W lutym 2021 zdobył nagrodę Młodzieżowca Miesiąca Ekstraklasy.

### Raków Częstochowa
12 lipca 2022 roku podpisał trzyletni kontrakt z klubem Raków Częstochowa.

## Kariera reprezentacyjna

### Polska U-21
W marcu 2021 roku otrzymał powołanie do reprezentacji Polski U-21. Zadebiutował 26 marca 2021 w meczu towarzyskim przeciwko reprezentacji Arabii Saudyjskiej U-20 (7:0).

## Statystyki

### Klubowe
(aktualne na dzień 13 września 2022)
| Klub                     | Sezon              | Liga               | Liga  | Liga   | Puchar kraju | Puchar kraju | Suma  | Suma   |
| Klub                     | Sezon              | Liga               | Mecze | Bramki | Mecze        | Bramki       | Mecze | Bramki |
| ------------------------ | ------------------ | ------------------ | ----- | ------ | ------------ | ------------ | ----- | ------ |
| Jagiellonia Białystok    | 2019/20            | Ekstraklasa        | 2     | 0      | 0            | 0            | 2     | 0      |
| Jagiellonia Białystok    | 2020/21            | Ekstraklasa        | 16    | 0      | 1            | 0            | 17    | 0      |
| Jagiellonia Białystok    | 2021/22            | Ekstraklasa        | 10    | 0      | 1            | 0            | 11    | 0      |
| Jagiellonia Białystok    | Ogólnie            | Ogólnie            | 28    | 0      | 2            | 0            | 30    | 0      |
| Jagiellonia II Białystok | 2020/21            | III liga           | 4     | 0      | 0            | 0            | 4     | 0      |
| Jagiellonia II Białystok | 2021/22            | III liga           | 6     | 0      | 0            | 0            | 6     | 0      |
| Jagiellonia II Białystok | Ogólnie            | Ogólnie            | 10    | 0      | 0            | 0            | 10    | 0      |
| Raków II Częstochowa     | 2022/23            | III liga           | 4     | 0      | 0            | 0            | 4     | 0      |
| Raków II Częstochowa     | Ogólnie            | Ogólnie            | 4     | 0      | 0            | 0            | 4     | 0      |
| Ogólnie w karierze       | Ogólnie w karierze | Ogólnie w karierze | 42    | 0      | 2            | 0            | 44    | 0      |

### Reprezentacyjne
| Reprezentacja | Rok     | Mecze | Bramki |
| ------------- | ------- | ----- | ------ |
| Polska U-21   |         |       |        |
| 2021          | 2       | 0     |        |
| Ogólnie       | Ogólnie | 2     | 0      |

| Mecze i gole w reprezentacji | Mecze i gole w reprezentacji | Mecze i gole w reprezentacji | Mecze i gole w reprezentacji | Mecze i gole w reprezentacji | Mecze i gole w reprezentacji | Mecze i gole w reprezentacji | Mecze i gole w reprezentacji |
| Lp.                          | Data                         | Miejsce                      | Gospodarz                    | Gość                         | Wynik                        | Gol                          | Rozgrywki                    |
| ---------------------------- | ---------------------------- | ---------------------------- | ---------------------------- | ---------------------------- | ---------------------------- | ---------------------------- | ---------------------------- |
| 1.                           | 26.03.2021                   | San Pedro del Pinatar        | Polska U-21                  | Arabia Saudyjska U-21        | 7:0                          |                              | Mecz towarzyski              |
| 2.                           | 17.11.2024                   | San Pedro del Pinatar        | Polska U-21                  | Islandia U-21                | 1:2                          |                              | Mecz towarzyski              |

## Sukcesy

### Indywidualne
- Młodzieżowiec Miesiąca Ekstraklasy (1×): Luty 2021[6]